# Marakesh
Marakesh — російськомовний український емо-рок-гурт, заснований 2006 року. На поточний момент[коли?] базується в Берліні.

## Історія
Перший альбом Androgyny [Архівовано 7 квітня 2017 у Wayback Machine.] був випущений 2006 року й мав еклектичне звучання з ухилом в електроніку.
У лютому 2007 року на московському лейблі Trust Records вийшов мініальбом «День Святого Валентина» [Архівовано 7 квітня 2017 у Wayback Machine.], що включає пісню «Ждать» [Архівовано 10 квітня 2017 у Wayback Machine.]. На неї був знятий дебютний кліп групи, що набрав понад 130 000 переглядів на YouTube.
З березня по вересень Marakesh виступали з турами по Росії та Україні, а також брали участь у фестивалі «Море Емоцій: Весна». Восени 2007 року група вирушила в тур «Море Емоцій: Осінь», який тривав місяць і охопив 20 міст Росії. По закінченню туру, група уклала контракт з мейджор-лейблом Мегалайнер, який був розірваний 2008 року за ініціативою групи.
2008 року пісня «Ждать» увійшла в саундтрек гри GTA 4, продажі якої на сьогодні склали понад 20 000 000 екземплярів.
В кінці 2008 року вийшов другий студійний альбом групи «М» [Архівовано 7 квітня 2017 у Wayback Machine.], який був записаний в Москві ще влітку 2007 року, але не був випущений через конфлікти з лейблом Мегалайнер.
2009 року група грала тури в підтримку альбому «М», включаючи виступи на фестивалях MTV EMA: Музанемо Берлін (Україна), Окна Открой (Росія), ICWiP (Угорщина), Kertem (Угорщина).
2010 року пісні Marakesh «Осколки» і «Нелюбовь» увійшли в саундтрек російського телесеріалу «Школа». Самі учасники групи з'явилися в 41 серії серіалу.
Навесні 2010 року група провела свій перший тур по Європі, відігравши концерти в Прибалтиці, Польщі, Німеччині, Угорщині та Іспанії. У вересні 2010 року Marakesh відіграли на розігріві у гурту Placebo в Києві. У грудні 2010 року був випущений мініальбом Taste Me, записаний в Будапешті і складається переважно з англомовних пісень.
Влітку 2010 року група спільно з компанією Nokia провела конкурс кавер-версій на сайті Nokiatrendslab.
Гурт був номінований на російські премії FUZZ 2008, RAMP 2007, 2008, 2009.
11 квітня 2011 року відбулась прем'єра телесеріалу «Закрита школа», саундтреком до якого стали відразу 2 альбому гурту — «М» (2008) і «Taste Me» (2010).
Навесні 2012 року Marakesh переїхали до Берліна, де продовжили роботу над новим альбомом. У вересні 2012, музиканти заявили про створення нової групи Four Phonica, до складу якої увійшли всі учасники Marakesh та вокалістка їх сайд-проекту Sexinspace, Дарія. У січні 2013, Four Phonica випустили дебютний сингл Divine, доступний для завантаження на офіційному сайті групи.
15 березня 2013 року Four Phonica презентували дебютне відео на пісню «Divine». Ексклюзивна прем'єра відбулася на німецькому музичному порталі «Nothing But Hope And Passion». Через 3 дні, відео з'явилося на офіційному сайті і YouTube каналі групи.
11 лютого 2014 року Four Phonica презентували свій другий офіційний кліп на пісню «Sabotage». Реліз їх дебютного EP відбувся 28 лютого 2014 року.
20 серпня 2015 року, Марк Гриценко виклав на YouTube каналі Marakesh репетиційне відео нової пісні «Cold Call» і анонсував сольний виступ на Veganes Sommerfest в Берліні. Концерт відбувся 29 серпня, ознаменував повернення Marakesh після довгої перерви. 6 листопада, Marakesh випустили новий сингл «Run», за яким на початку 2016- го пішла студійна версія «Cold Call».
1 листопада 2016 року у YouTube каналі групи відбулася прем'єра кліпу «Cold Call». Це перший кліп гурту за 5 років. Знімання проходили в Turmwerk Studios в Берліні, колишній резиденції проєкту IAMX, де також працювали продюсер Jim Abbiss, група Noblesse Oblige та ін. В грудні Marakesh анонсували випуск відразу трьох синглів протягом зими — щомісяця по одному, а 8 грудня представили перший з них, «Hand Grenade».
У січні 2017 року Marakesh випустили сингл «Mr. Correspondent», разом з яким, на сторінці гурту на Patreon-і, став доступний і новий EP «199X». Офіційний реліз EP для широкої публіки відбувся 22 лютого. На початку лютого група анонсувала перший за 5 років концерт у Києві, який відбудеться 11 травня 2017 року клубі Sentrum, а також оголосила про возз'єднання в оригінальному складі. 
13 лютого Marakesh виступили на врочистому прийнятті в межах 67-го Берлінського міжнародного кінофестивалю Берлінале. 
У березні 2017 гурт презентував ще одну новинку — пісню «Не Люби», що стала першим синглом команди за 7 років. Радіопрем'єра треку відбулася 9 березня на Просто Радіо, а 13 березня пісня була представлена на YouTube каналі групи в форматі lyric video.

## Склад гурту
Як Marakesh:
- Марк Гриценко — вокал, гітара, клавіші
- Олександр Петровський — бас-гітара
- Валерій Дроббі Дерев'янський — барабани
- Валерій Ксієнко — гітара

Як Four Phonica:
- Марк Гриценко — вокал/гітара/клавіші
- Дарина Чепель — вокал/клавіші
- Олександр Pal Петровський — бас-гітара/клавіші
- Валерій Дроббі Дерев'янський — барабани

## Дискографія
- 2006 — Androgyny
- 2007 — День Святого Валентина (EP)
- 2008 — M
- 2010 — Taste Me (EP)